# Han Chang-wha
Dans ce nom coréen, le nom de famille, Han, précède le nom personnel.
Han Chang-wha (coréen : 한창화), né le 3 novembre 1922 en Corée et décédé le 18 avril 2006, est un footballeur international sud-coréen, qui évoluait au poste de défenseur.

## Biographie

### Carrière en sélection
Avec l'équipe de Corée du Sud, il figure dans le groupe des sélectionnés lors de la Coupe du monde de 1954. Lors du mondial organisé en Suisse, il joue un match contre la Turquie.